# 金判錫
金 判錫（キム・パンソク、朝鮮語: 김판석、1919年9月25日 - 1997年11月26日）は、大韓民国の政治家、実業家。第2代韓国国会議員。仏教徒。

## 経歴
慶尚北道浦項または達城（現・大邱達城）出身。1938年大邱高等普通学校卒。大韓青年団迎日郡・浦項市団長、大韓青年団・新羅会・自由党所属の第2代民議員、国会国防委員、聯合新聞・東洋通信取締役、東洋通信常務、国民大学校財団常務理事・理事長、大韓武術協会理事、大韓学生柔道連盟会長、韓国反共同盟理事、仏教青年会会長、双龍洋灰理事、青友会幹事長などを務めたほか、葡萄園を経営したことがある。
1997年11月26日、持病によりソウル市龍山区で死去。享年79。